# Фусе Пер
Фусе Пер (фр. Foussais-Payré) насеље је и општина у западној Француској у региону Лоара, у департману Вандеја која припада префектури Фонтне ле Конте.
По подацима из 2011. године у општини је живело 1190 становника, а густина насељености је износила 34,57 становника/km². Општина се простире на површини од 34,42 km². Налази се на средњој надморској висини од 90 метара (максималној 117 m, а минималној 38 m).

## Демографија
| 1962. | 1968. | 1975. | 1982. | 1990. | 1999. | 2011. |
| ----- | ----- | ----- | ----- | ----- | ----- | ----- |
| 1.357 | 1.417 | 1.310 | 1.230 | 1.230 | 1.192 | 1.190 |

График промене броја становника у току последњих година